# Krogulec obrożny
Krogulec obrożny (Tachyspiza cirrocephala) – gatunek średniej wielkości ptaka drapieżnego z rodziny jastrzębiowatych (Accipitridae), zamieszkujący Australię (z Tasmanią), Nową Gwineę i sąsiednie wyspy. Nie jest zagrożony wyginięciem.
Morfologia
Jego grzbiet jest ciemnoszary, czasem z brązowymi smugami, klatka piersiowa i brzuch białe w rude pasy, woskówka kremowo-żółta, oczy i nogi żółte. Młode mają brązowy grzbiet i biały brzuch. Klatka piersiowa jest u nich biała w brązowe pasy, woskówka kremowa lub zielono-żółta, oczy brązowe lub bladożółte, nogi bladożółte. Osobniki tego gatunku osiągają długość 29–38 cm, a rozpiętość ich skrzydeł wynosi 55–78 cm. Samce ważą ok. 126 g, samice – ok. 218 g.
Podgatunki
Tradycyjnie wyróżnia się trzy podgatunki T. cirrocephala:
- T. cirrocephala cirrocephala (Vieillot, 1817), występujący w Australii i na Tasmanii,
- T. cirrocephala papuanus (Rothschild & Hartert, 1913), występujący na Nowej Gwinei i sąsiednich wyspach, w tym na Wyspach Aru,
- T. cirrocephala rosellianus Mayr, 1940, występujący na wyspie Rossel na Luizjadach. Takson o niepewnej pozycji systematycznej, znany tylko z dwóch okazów młodocianych pozyskanych w 1898 i 1915 roku przez Alberta S. Meeka, który oznaczył je jako samce[4]; prawdopodobnie jest to podgatunek krogulca brunatnego (A. fasciatus)[4] i tak też wstępnie klasyfikuje go Międzynarodowy Komitet Ornitologiczny (IOC)[5].

Ekologia i zachowanie
Krogulce obrożne żyją na sawannach, w otwartych lasach wtórnych. Pojawiają się także w parkach i ogrodach na przedmieściach miast. Żywią się głównie mniejszymi ptakami, jaszczurkami i owadami, rzadziej niewielkimi ssakami. Poluje z ukrycia bądź podczas lotu. Ich gniazda umieszczone są na wysokości 4–39 m nad ziemią. Samica składa 3–4 białe jaja, czasem oznaczone brązowymi plamkami. Inkubacja trwa 35 dni.
Status
Międzynarodowa Unia Ochrony Przyrody (IUCN) uznaje krogulca obrożnego za gatunek najmniejszej troski (LC – least concern) nieprzerwanie od 1988 roku. Trend liczebności populacji uznaje się za spadkowy.